# 金色骑士

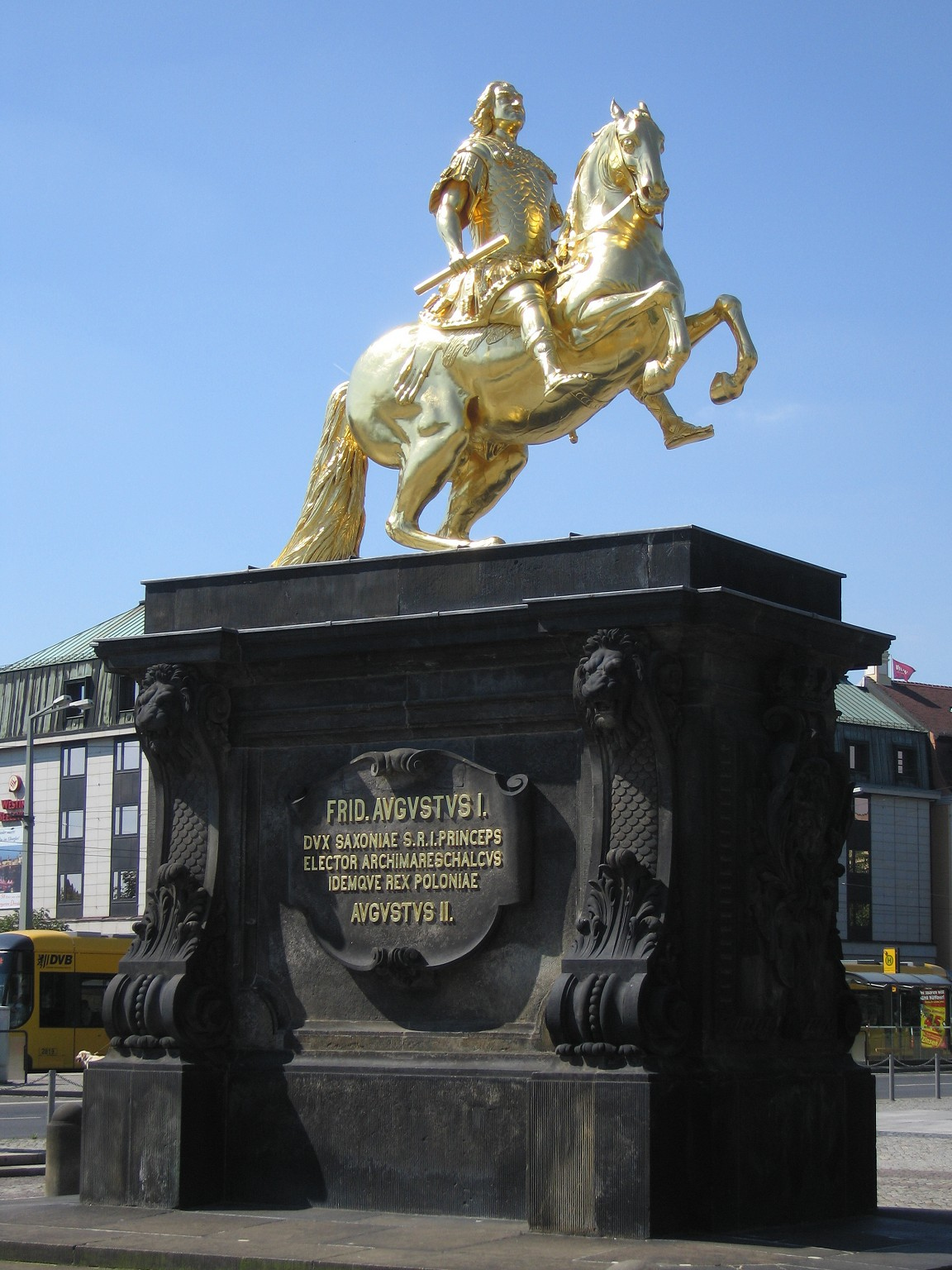
金色骑士

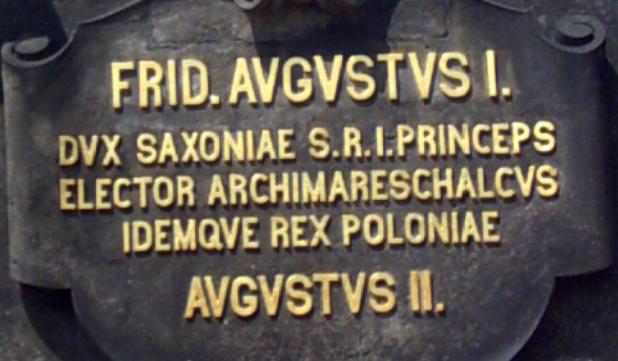
碑文

金色骑士（Goldener Reiter）是萨克森选侯和波兰国王奥古斯特二世的骑马雕像，位於德國德累斯顿奥古斯都大桥和主街之间的新城市场。金色骑士是德累斯顿的地标之一。
这尊雕像兴建于18世纪，表现了奥古斯特二世身穿古罗马盔甲，朝着波兰方向骑马。与真人同样大小。最初，雕像使用镀金。1944年雕像拆除。1953年到1956年，雕塑家沃尔特弗莱明重建雕像。